# Parafia Matki Boskiej Bolesnej w Pyrzycach
Parafia pod wezwaniem Matki Boskiej Bolesnej w Pyrzycach – parafia rzymskokatolicka, należąca do dekanatu Pyrzyce, archidiecezji szczecińsko-kamieńskiej, metropolii szczecińsko-kamieńskiej.

## Miejsca święte

### Kościół parafialny
Kościół parafialny poaugustiański, najstarszy w mieście, zbudowany z cegły w II połowie XIII wieku na planie prostokąta; posiada elementy wczesnogotyckie, barokową wieżę z XVIII wieku. Mieści się przy ulicy Staromiejskiej w Pyrzycach.